# Xestia
Xestia är ett släkte av fjärilar som beskrevs av Jacob Hübner 1818.a Xestia ingår i familjen nattflyn, Noctuidae.

## Dottertaxa tillXestia, i alfabetisk ordning[1][2][3]
- Xestia adducta Herz, 1902
- Xestia aequaeva Benjamin, 1934
  - Xestia aequaeva glaucina Lafontaine & Mikkola, 1996
- Xestia agalma Püngeler, 1900
- Xestia agathina Duponchel, 1827, Tegeljordfly
- Xestia agnorista Boursin, 1963
- Xestia alaskae Grote, 1876
- Xestia albonigra (Kononenko, 1981)
  - Xestia albonigra distincta Kononenko, 1981
- Xestia albuncula Eversmann, 1851
- Xestia alpicola Zetterstedt, 1840, Rödfläckigt jordfly
  - Xestia alpicola alpina Humphreys & Westwood, 1843
  - Xestia alpicola carnica Hering, 1846
  - Xestia alpicola ryffelensis Oberthür, 1904
- Xestia amydra Boursin, 1948
- Xestia angara Hacker & Peks, 1990
- Xestia aquila Hreblay & Ronkay, 1998
- Xestia arctica Zetterstedt, 1839, Arktiskt fjällfly, (Underart till Xestia speciosa enligt Catalog of life)
- Xestia argyrea Boursin, 1969
- Xestia ashworthii Doubleday, 1855, Blågrått jordfly
  - Xestia ashworthii artvina de Freina & Hacker, 1985
  - Xestia ashworthii candelarum Staudinger, 1871
  - Xestia ashworthii jotunensis Schøyen, 1887
  - Xestia ashworthii lactescens Turati, 1919
- Xestia atrata Morrison, 1875, Bredvingat skogsfly
  - Xestia atrata filipjevi Sheljuzhko, 1926
  - Xestia atrata haraldi Fibiger, 1997
  - Xestia atrata montana Kononenko, 1984
  - Xestia atrata yukona McDunnough, 1921
- Xestia badicollis Grote, 1873
- Xestia baja [Denis & Schiffermüller] , 1775 Svartpunktsjordfly
  - Xestia baja bajula Staudinger, 1881
- Xestia baltica Valle, 1940, Baltiskt skogsfly (Synonym till Xestia speciosa arctica enligt Lepindex)
- Xestia banghaasi Corti & Draudt, 1933
- Xestia basistriga Yoshimoto, 1995
- Xestia bdelygma Boursin, 1963
- Xestia bifurcata Hreblay & Ronkay, 1998
- Xestia bolteri Smith, 1898
- Xestia borealis Nordström, 1933, Tajgafjällfly
- Xestia brachiptera Kononenko, 1981
- Xestia brunneago Staudinger, 1895
- Xestia brunneopicta Matsumura, 1925, Brunpudrat skogsfly
- Xestia bryanti Benjamin, 1933
- Xestia bryocharis Boursin, 1963
- Xestia c-fuscum Boursin, 1963
- Xestia c-nigrum (Linnaeus, 1758), C-tecknat jordfly
  - Xestia c-nigrum insulata Warren, 1912
- Xestia caelebs Staudinger, 1895
- Xestia cara Hreblay & Ronkay, 1998
- Xestia castanea Esper, 1798, Hedjordfly
- Xestia cervina Moore, 1867
- Xestia cinerascens Smith, 1891
- Xestia colorado Smith, 1891
- Xestia cohaesa Herrich-Schäffer
  - Xestia cohaesa lineata Fibiger, 1997
  - Xestia cohaesa pulverea Hampson, 1903
- Xestia collina Boisduval, 1840, Backjordfly
- Xestia conchis Grote, 1879
- Xestia consanguinea Moore, 1881
- Xestia coronata Hreblay & Ronkay, 1998
- Xestia costaestriga Staudinger, 1895
- Xestia crassipuncta Wileman & South, 1920
- Xestia curviplena Walker, 1865
- Xestia cyanostica Dierl, 1984
- Xestia deraiota Hampson, 1902
- Xestia descripta Bremer, 1864
- Xestia destituta Leech, 1900
- Xestia diagrapha Boursin, 1963
- Xestia dianthoecioides Boursin, 1963
- Xestia dilatata Butler, 1879
- Xestia dilucida Morrison, 1875
- Xestia distensa Eversmann, 1851, Östligt fjällfly
- Xestia ditrapezium [Denis & Schiffermüller] , 1775, Trapetsjordfly
- Xestia dolosa Franclemont, 1980
- Xestia draesekei Boursin, 1948
- Xestia dyris Zerny, 1934
- Xestia efflorescens Butler, 1879
- Xestia effundens Corti, 1927
- Xestia elimata Guenée, 1852
- Xestia elimita Guenée, 1852
- Xestia erschoffi Staudinger, 1896
- Xestia erythraea Corti & Draudt, 1933
- Xestia erythroxantha Boursin, 1963
- Xestia eugnorista Boursin, 1963
- Xestia eugrapha Hreblay & Ronkay, 1998
- Xestia exoleta Leech, 1900
- Xestia fabulosa Ferguson, 1965
- Xestia fakosharga Hreblay & Ronkay, 1998
- Xestia fennica (Brandt, 1936), (Enligt Artfakta har detta taxon slagits samman med Xestia rhaetica)
- Xestia fergusoni Lafontaine, 1983
- Xestia finatimis Lafontaine, 1998
- Xestia flavilinea Wileman, 1912
- Xestia forsteri Boursin, 1964
- Xestia friederikae Dierl, 1984
- Xestia fuscogrisea Kononenko, 1984
- Xestia fuscostigma Bremer, 1864
- Xestia gandakiensis Yoshimoto, 1995
- Xestia gansuensis Wang & Chen, 1995
- Xestia gelida Sparre-Schneider, 1883, Fjällskogsfly
- Xestia geochroa Boursin, 1940
- Xestia giselae Dierl, 1984
- Xestia haematodes Dierl, 1984
- Xestia harpegnoma Hreblay & Ronkay, 1998
- Xestia hemitragidia Boursin, 1964
- Xestia hoeferi Corti, 1928
- Xestia hoenei Boursin, 1963
- Xestia homogena McDunnough, 1921
  - Xestia homogena conditoides Benjamin, 1933
- Xestia imperita Hübner
- Xestia infantilis Staudinger, 1895
- Xestia infimatis Grote, 1880
- Xestia intermedia Kononenko, 1981
- Xestia inuitica Lafontaine & Hensel, 1998
- Xestia isochroma Hampson, 1903
- Xestia isolata (Holloway, 1976)
- Xestia janakpura Yoshimoto, 1995
- Xestia jordani Turati, 1912
- Xestia junctura Moore, 1881
- Xestia kermesina Mabille, 1869
- Xestia khadoma Boursin, 1963
- Xestia kollari Lederer, 1853
  - Xestia kollari plumbata Butler, 1881
- Xestia kolymae Herz, 1903
- Xestia kozhantschikovi Corti & Draudt, 1933
- Xestia kurentzovi Kononenko, 1984
- Xestia laetabilis Zetterstedt, 1839, Högnordiskt fjällfly
  - Xestia laetabilis pergratiosa Kovács & Varga, 1973
- Xestia latinigra Prout, 1928
- Xestia laxa Lafontaine & Mikkola, 1998
- Xestia lehmanni Dierl, 1984
- Xestia leptophysa Boursin, 1963
- Xestia lithoplana Hreblay & Ronkay, 1998
- Xestia liquidaria Eversmann, 1848
- Xestia lobbichleri Boursin, 1964
- Xestia lorezi Staudinger, 1891, Högfjällsfly
  - Xestia lorezi katuna Mikkola, 1987
  - Xestia lorezi kongsvoldensis Grönlien, 1922
  - Xestia lorezi monotona Kononenko, 1984
  - Xestia lorezi ogilviana Lafontaine, 1987
  - Xestia lorezi sajana Tschetverikov, 1904
- Xestia lupa Lafontaine & Mikkola, 1998
- Xestia lycophotioides Rothschild, 1914
- Xestia lyngei Rebel, 1923, Fjällhedsfly
  - Xestia lyngei aborigenea Kononenko, 1983
  - Xestia lyngei lankialai Grönblom, 1962
- Xestia mandarina Leech, 1900
- Xestia maculata Smith, 1893
- Xestia magadanica Kononenko, 1981
- Xestia magdanensis Kononenko & Lafontaine, 1983
- Xestia mejiasi Pinker, 1961
- Xestia metagrapha Boursin, 1963
- Xestia mixta Walker, 1856
- Xestia murtea Corti & Draudt, 1933
- Xestia mustelina Smith, 1900
- Xestia mysarops Boursin, 1963
- Xestia nepalensis Boursin, 1964
- Xestia nisseni Rothschild, 1912
- Xestia normaniana Grote, 1874
- Xestia nyei Plante, 1979
- Xestia oblata Morrison, 1875
  - Xestia oblata streckeri Barnes & Benjamin, 1927
- Xestia ochreago Hübner, 1790
- Xestia ochrops Kononenko, 1996
- Xestia okakensis Packard, 1867
  - Xestia okakensis morandi Benjamin, 1934
- Xestia olivascens Hampson, 1894
- Xestia orthosioides Boursin, 1963
- Xestia ottonis Alphéraky, 1895
- Xestia pachyceras Boursin, 1963
- Xestia palaestinensis Kalchberg, 1897
- Xestia pallidago Staudinger, 1899
- Xestia pancta Püngeler, 1906
- Xestia papuana Warren, 1912
- Xestia parasenescens Hacker & Weigert, 1990
- Xestia patricia Staudinger, 1895
- Xestia penthima Erschoff, 1870
- Xestia perornata Boursin, 1963
- Xestia perquiritata Morrison, 1874
  - Xestia perquiritata partita McDunnough, 1921
- Xestia plebeia Smith, 1898
  - Xestia plebeia bajoides Barnes & Benjamin, 1929
- Xestia poliades Draudt, 1950
- Xestia praevia Lafontaine, 1998
- Xestia propitia Püngeler, 1906
  - Xestia propitia argentea Boursin, 1963
- Xestia pseudaccipiter Boursin, 1948
- Xestia pyrrhothrix Boursin, 1963
- Xestia quieta Hübner, 1813, Spensligt hedfly
- Xestia renalis Moore, 1867
- Xestia retracta Hampson, 1903
- Xestia rhaetica Staudinger, 1871, Gråpudrat skogsfly
  - Xestia rhaetica norica Löberbauer, 1952
- Xestia rhomboidea Esper, 1790 (Tvetydig, anges även som synonym till både Xestia triangulum och Xestia stigmatica, beroende av källa).
- Xestia rodionovi Mikkola, 1996
- Xestia roseicosta Boursin, 1963
- Xestia rosifunda Dyar, 1916
- Xestia sareptana Herrich-Schäffer
- Xestia schaeferi Hreblay & Ronkay, 1998
- Xestia scropulana Morrison, 1874
- Xestia semiherbida Walker, 1857
- Xestia semiretracta Yoshimoto, 1995
- Xestia senescens Staudinger, 1881
- Xestia sexstrigata Haworth, 1809, Tvärlinjerat jordfly
- Xestia similis Kononenko, 1981
- Xestia sincera Herrich-Schäffer, 1851, Urskogsfly
- Xestia smithii Snellen, 1896
- Xestia speciosa Hübner, 1813
  - Xestia speciosa aklavikensis Benjamin, 1933
  - Xestia speciosa apropitia Benjamin, 1933
  - Xestia speciosa arctica Zetterstedt, 1839, (Upphöjd till art, Xestia arctica, enligt Artfakta)
  - Xestia speciosa modesta Warnecke, 1962
  - Xestia speciosa ussurica Kononenko, 1984
- Xestia spilosata Warren, 1912
- Xestia sternecki Boursin, 1948
- Xestia staudingeri Möschler, 1862
- Xestia stigmatica Hübner, 1813, Skuggjordfly
- Xestia stupenda Butler, 1878
- Xestia sublima Kozhanchikov, 1925
- Xestia subforsteri Hreblay & Ronkay, 1998
- Xestia subgrisea (Staudinger, 1898)
- Xestia tabida Butler, 1878
  - Xestia tabida chosenbaja Bryk, 1948
- Xestia tamsi Wileman & West, 1929
- Xestia tecta Hübner, 1808 Rödbrunt fjällfly
  - Xestia tecta tectoides Corti, 1926
- Xestia tenuis Butler, 1889
- Xestia thula Lafontaine & Kononenko, 1983
- Xestia triangulum Hufnagel, 1766, Gråhalsat jordfly
- Xestia trifida Fischer de Waldheim, 1820
  - Xestia trifida hispanica Fibiger, 1993
- Xestia trifurcata Hreblay & Ronkay, 1998
- Xestia triphaenoides Boursin, 1948
- Xestia undosa Leech, 1889
- Xestia ursae McDunnough, 1940
- Xestia vernilis Grote, 1879
- Xestia verniloides Lafontaine, 1998
- Xestia versuta Püngeler, 1908
- Xestia vidua Staudinger, 1892
- Xestia violacea Hreblay & Ronkay, 1998
- Xestia viridescens Turati, 1919
- Xestia wockei Möschler, 1862
  - Xestia wockei aldani Herz, 1903
  - Xestia wockei troubridgei Lafontaine, 1998
- Xestia woodi Lafontaine & Kononenko, 1983
- Xestia xanthographa (Denis & Schiffermüller, 1775), Gulfläckigt jordfly
- Xestia yatsugadakeana Matsumura, 1926

## Bildgalleri

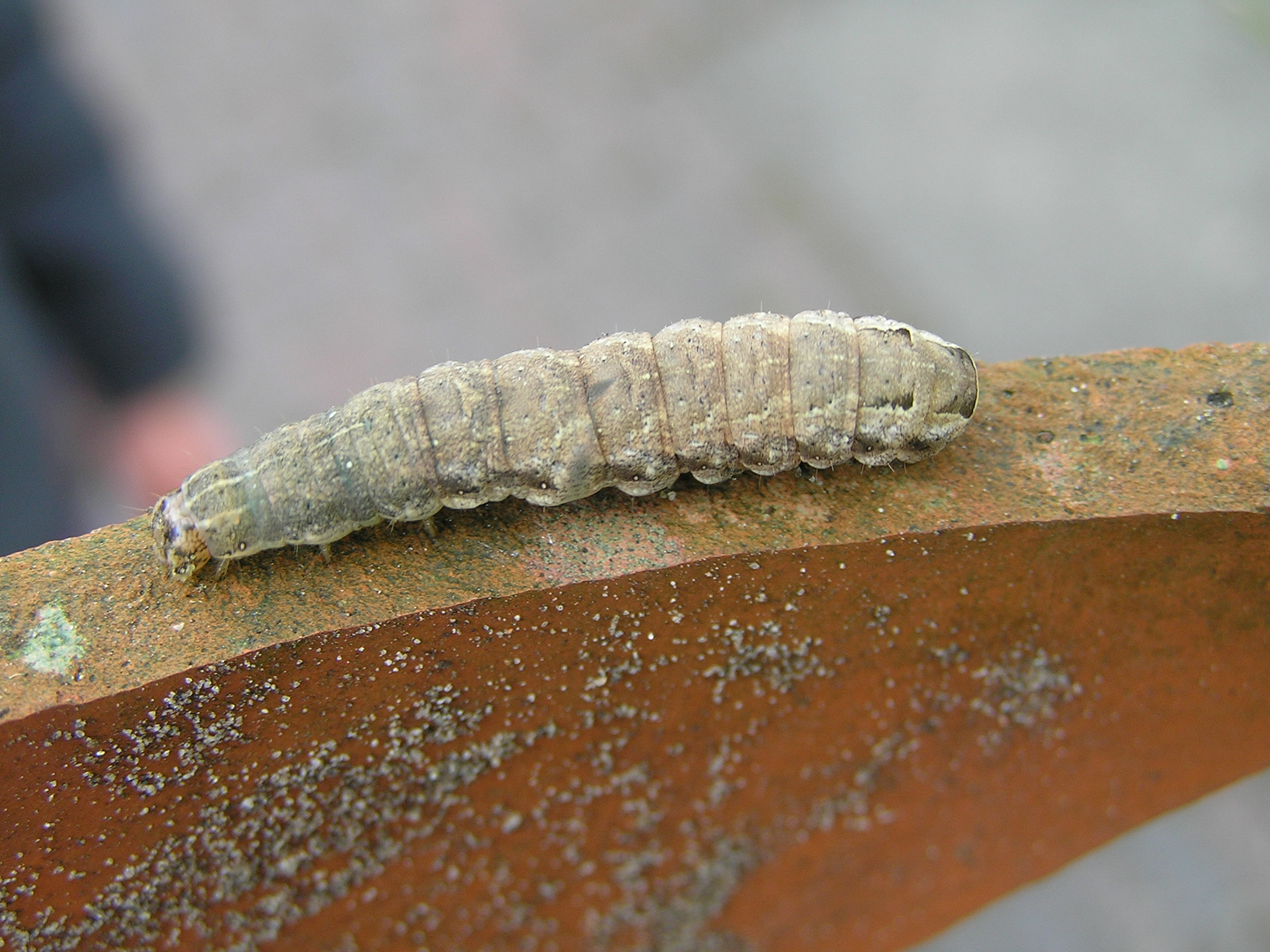
Larv av gråhalsat jordfly, Xestia triangulum
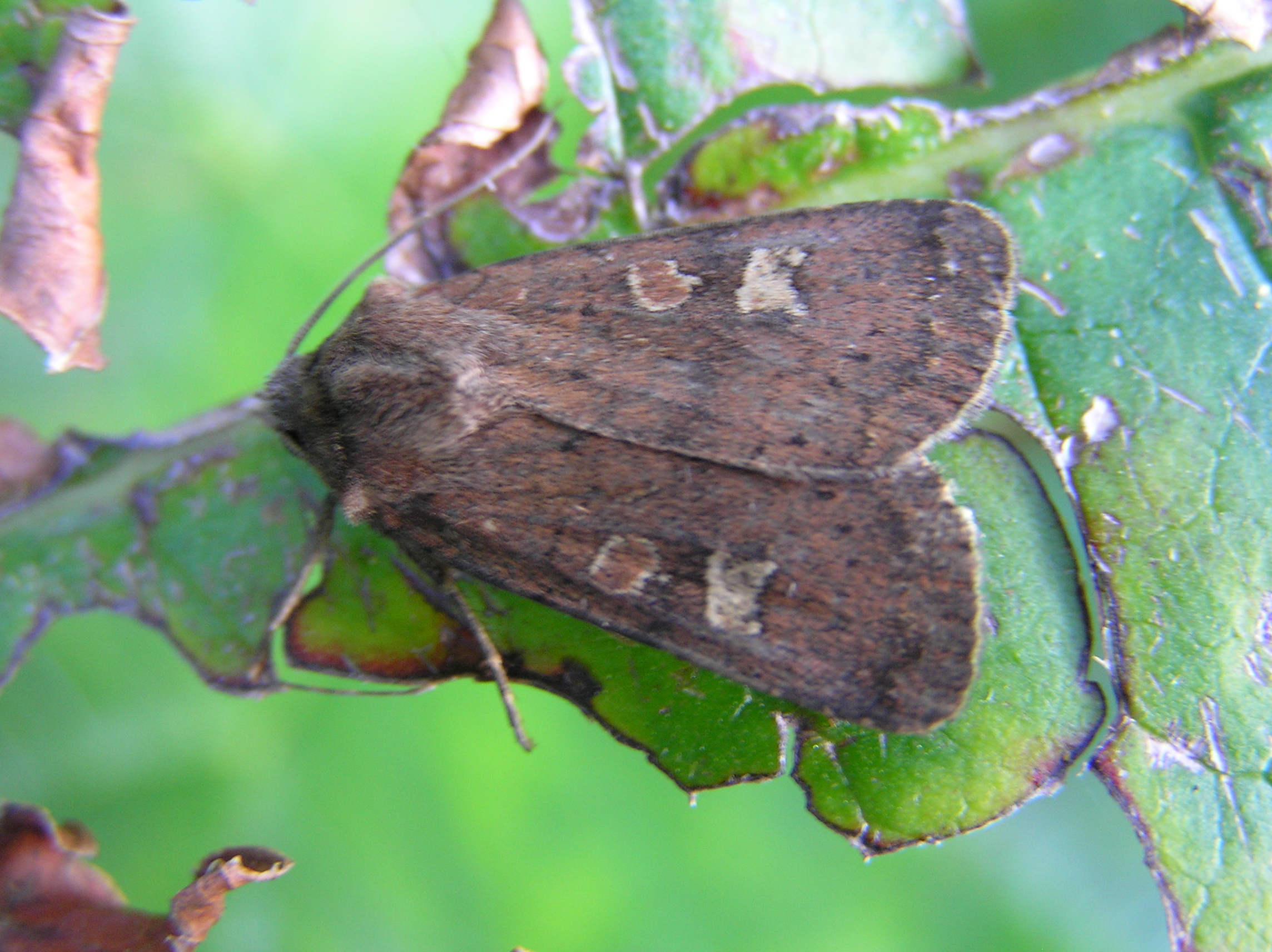
Imago gulfläckigt jordfly, Xestia xanthographa
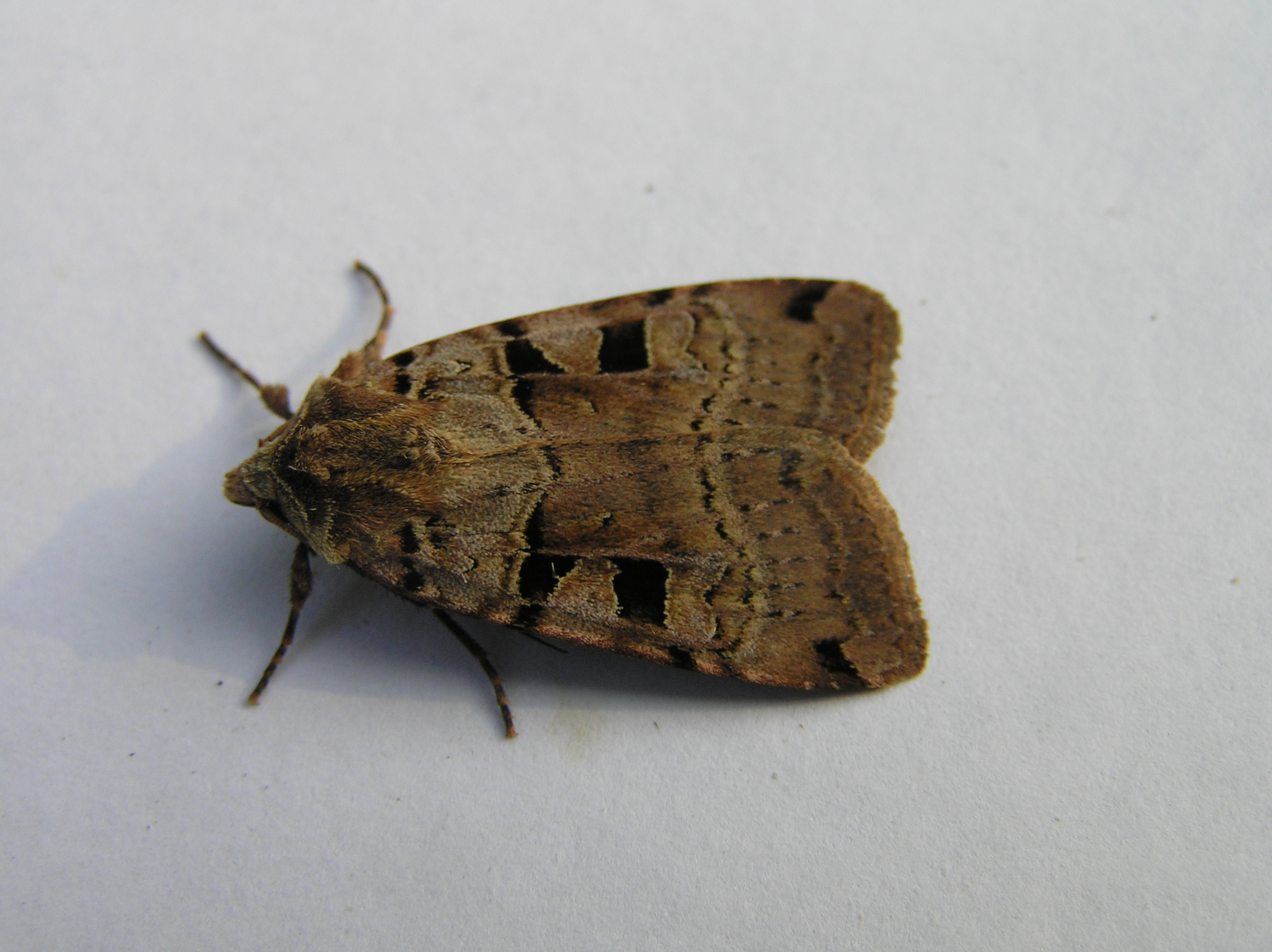
Imago gråhalsat jordfly, Xestia triangulum
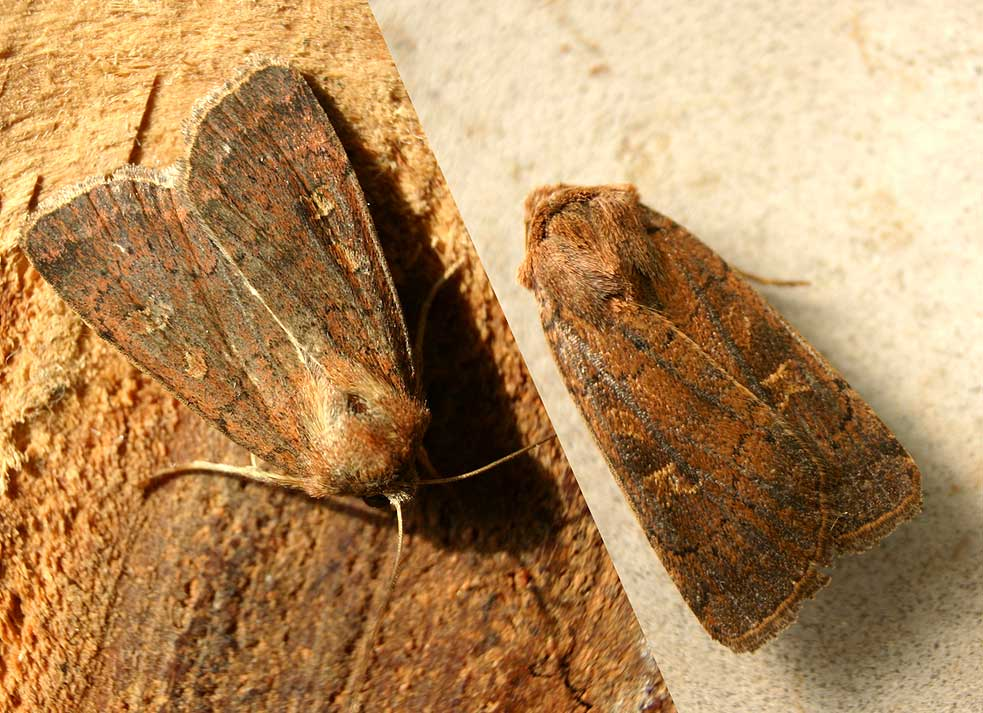
Imago gulfläckigt jordfly, Xestia xanthographa